# 알바루 2세

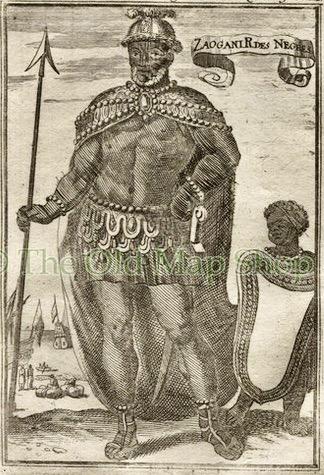

알바로 2세(Álvaro II)는 콩고 왕국의 마니콩고이다.

## 같이 보기
- 콩고의 군주 목록
- 콩고 왕국